# 捷克外交部
捷克共和国外交部（捷克語：Ministerstvo zahraničních věcí České republiky）是捷克政府的部门之一，主管捷克的外交事务。外交部大楼位于布拉格市城堡区切宁宫。现任外交部长為揚·利帕夫斯基，於2021年12月17日上任。